# Kunzea ciliata
Kunzea ciliata är en myrtenväxtart som beskrevs av Toelken. Kunzea ciliata ingår i släktet Kunzea och familjen myrtenväxter. Inga underarter finns listade i Catalogue of Life.